# 小林のりお
小林 のりお（こばやし のりお、1952年4月29日 - ）は、日本の写真家。武蔵野美術大学映像学科教授。

## 経歴
秋田県大館市生まれ。9歳より写真を始める。世田谷高等学校卒業、日本歯科大学歯学部中退、1983年東京綜合写真専門学校研究科卒業。
1980年代に大型カメラとカラーリバーサルフィルムを使用して造成中の多摩ニュータウンと港北ニュータウンを撮影し、自費出版の写真集『LANDSCAPES』として1986年に発表。日本写真協会賞新人賞を受賞する。この「LANDSCAPES」で小林は「客観的に」対象を撮影することを心がけた（"My intent was to be objective, rather than artistic"）と表明しているが、1986年の個展「トポグラフィー」以降は多重露光や連続写真などの技法を用いるようになった。
1993年には夜の工業地帯や失われゆく情景を乾いた目線で捉えた写真集「FIRST LIGHT」で第18回木村伊兵衛賞を受賞。1997年よりデジタルカメラを使用し、インターネット上での作品発表を積極的に行っている。2007年より武蔵野美術大学映像学科教授。出版関係は、1983年「ラストホーム」、1986年「ランドスケープ」、1992年「First Light/Japanese Landscape」など。

### 受賞歴
- 1986年 日本写真協会賞新人賞（写真集「ランドスケープ」）
- 1993年 第18回木村伊兵衛賞（写真集「FIRST LIGHT」、同時受賞に大西みつぐ）

## 主な著作
- 写真集「LANDSCAPES」1986年出版 (ARKONE)
- 写真集「FIRST LIGHT」1992年出版 (ペヨトル工房)
- 写真集「LAND OF PARADOX」共著、1997年出版 (淡交社)
- 写真集「SURFACE」共著、1995年出版 (BOOTH-CLIBBORN EDITION、英国)

## 注
1. ↑  『読売年鑑 2016年版』（読売新聞東京本社、2016年）p.479
2. ↑  LANDSCAPES
3. ↑  飯沢耕太郎『戦後写真史ノート』中公新書、1993年、172-173ページ